# Weil am Rhein
Weil am Rhein is een gemeente in de Duitse deelstaat Baden-Württemberg, gelegen in de Landkreis Lörrach. De stad telt circa 30.000 inwoners (2020). Door het ruime winkelaanbod, met o.a. de overdekte winkelcentra Rheincenter (1991) en Dreiländergalerie (2022), trekt de stad ook veel Zwitserse en Franse consumenten aan.

## Geografie
Weil am Rhein heeft een oppervlakte van 19,47 km² en ligt in het uiterste zuidwesten van Duitsland tegen de Zwitserse en Franse grens. De stad behoort tot de agglomeratie van Bazel.

### Aangrenzende gemeenten
| Aangrenzende gemeenten | Aangrenzende gemeenten | Aangrenzende gemeenten | Aangrenzende gemeenten | Aangrenzende gemeenten |
| ---------------------- | ---------------------- | ---------------------- | ---------------------- | ---------------------- |
| Efringen-Kirchen       | Eimeldingen            |                        | Binzen                 |                        |
| Village-Neuf           |                        |                        |                        |                        |
| Huningue               | Lörrach                |                        |                        |                        |
|                        |                        |                        |                        |                        |
|                        | Bazel                  |                        |                        | Riehen                 |

## Bereikbaarheid
Sinds 2007 is Weil am Rhein met de Drielandenbrug, een boogbrug voor fietsers en voetgangers over de Rijn, verbonden met de Franse gemeente Huningue. 
Sinds 2016 zijn Bazel en Weil am Rhein nu ook aan de Franse Rijnzijde met elkaar verbonden middels een fiets- en voetpad.
Vanuit Bazel is er sinds 14 december 2014 een rechtstreekse tramverbinding met Weil am Rhein. De Bazelse vervoersmaatschappij BVB onderhoudt met lijn 8 deze verbinding (de eerste grensoverschrijdende tramverbinding met Duitsland sinds 1967). Ook rijden er stoptreinen tussen Basel Badischer Bahnhof en Weil am Rhein. De stad heeft een afslag aan de Bundesautobahn 5.

## Industrie
Weil am Rhein herbergt de fabriek van designmeubelen Vitra. Deze fabriek bestaat uit enkele door gerenommeerde architecten ontworpen fabriekshallen. Op en rond het fabrieksterrein staan enkele bijzondere en kunstzinnige objecten. Bij de ingang van het fabriekscomplex is een klein museum gevestigd, het Vitra Design Museum, ontworpen door Frank Gehry.

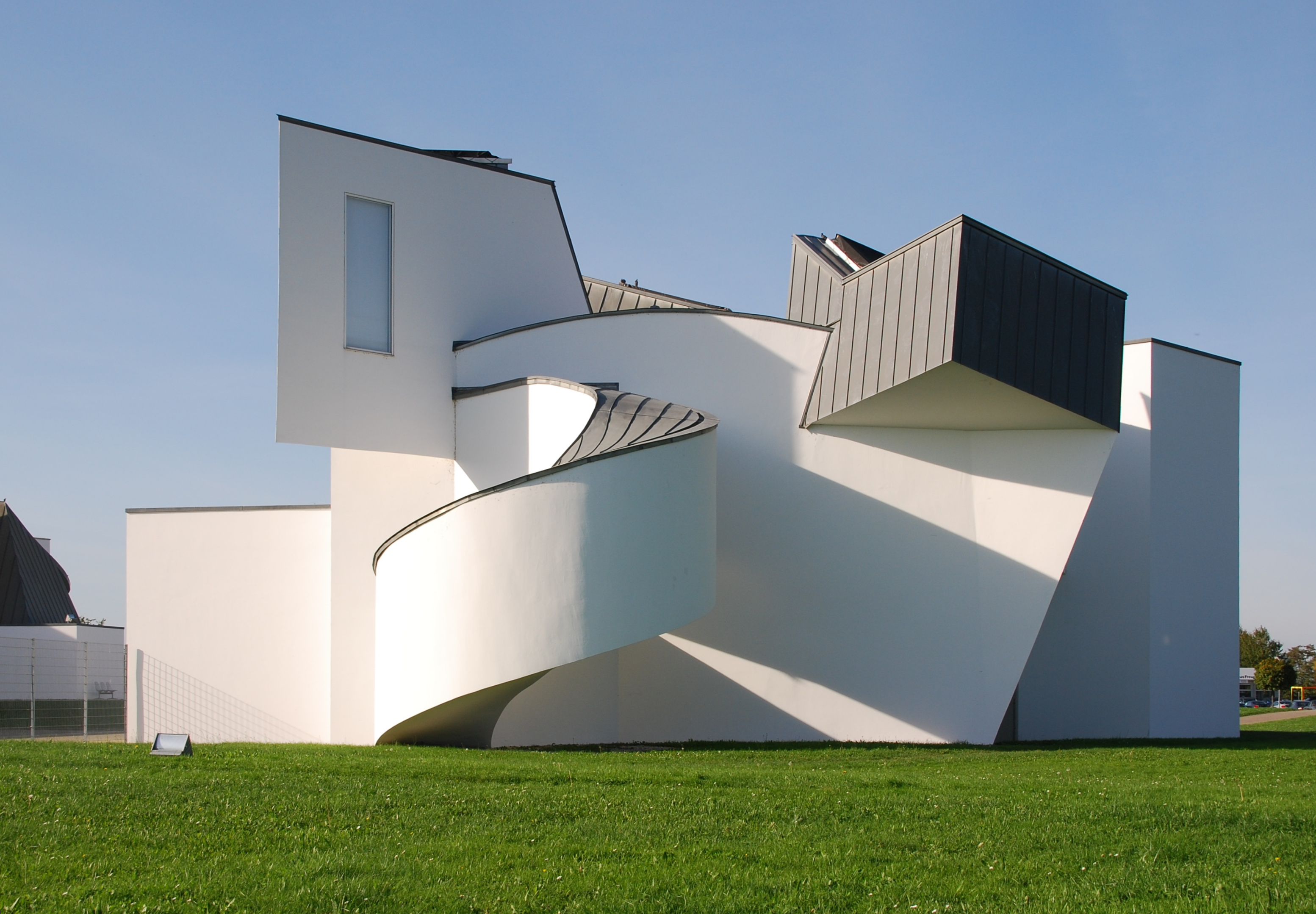
Vitra Design Museum

## Geboren
- Enjott Schneider (1950), Duits componist en musicoloog
- Christian Streich (1965), Duits voetballer en voetbalcoach

Aitern ·
Bad Bellingen ·
Binzen ·
Böllen ·
Efringen-Kirchen ·
Eimeldingen ·
Fischingen ·
Fröhnd ·
Grenzach-Wyhlen ·
Häg-Ehrsberg ·
Hasel ·
Hausen im Wiesental ·
Inzlingen ·
Kandern ·
Kleines Wiesental ·
Lörrach ·
Malsburg-Marzell ·
Maulburg ·
Rheinfelden ·
Rümmingen ·
Schallbach ·
Schliengen ·
Schönau im Schwarzwald ·
Schönenberg ·
Schopfheim ·
Schwörstadt ·
Steinen ·
Todtnau ·
Tunau ·
Utzenfeld ·
Weil am Rhein ·
Wembach ·
Wieden ·
Wittlingen ·
Zell im Wiesental